# Procraerus tsutsuii
Procraerus tsutsuii is een keversoort uit de familie kniptorren (Elateridae). De wetenschappelijke naam van de soort is voor het eerst geldig gepubliceerd in 1955 door Nakane & Kishii.